# Jan Arnoldus Schouten
Jan Arnoldus Schouten (Nieuwer-Amstel, Países Bajos, 28 de agosto de 1883-Epe, Países Bajos, 20 de enero de 1971) fue un matemático neerlandés, profesor en la Universidad Técnica de Delft. Contribuyó al desarrollo del cálculo tensorial y el cálculo de Ricci, y fue uno de los fundadores del Mathematisch Centrum en Ámsterdam.

## Biografía
Schouten nación en Nieuwer-Amstel en una familia adinerada dedicada al negocio naval. Asistió a una Hogere burgerschool, tras lo cual comenzó sus estudios de ingeniería eléctrica en la Escuela Politécnica de Delft. Tras graduarse en 1908, trabajó para Siemens en Berlín y como funcionario público en Róterdam antes de volver a Delft a estudiar matemáticas en 1912. Durante sus estudios había comenzado su fascinación por la potencia y las sutilezas del análisis vectorial. Recibió su doctorado en matemáticas en Delft en 1914 teniendo como supervisor a Jacob Cardinaal con una tesis titulada Grundlagen der Vektor- und Affinoranalysis.
Schouten fue un eficaz administrador universitario y líder de sociedades matemáticas. Durante su cargo como profesor y como jefe de instituto se vio envuelto en varias controversias con el topólogo y matemático intuicionista L. E. J. Brouwer. Fue un hábil inversor además de matemático y consiguió gestionar con éxito el presupuesto del instituto y de la sociedad matemática neerlandesa. Fue anfitrión del Congreso Internacional de Matemáticos de Ámsterdam en 1954 y dio la charla de apertura. Fue también uno de los fundadores del Mathematisch Centrum en Ámsterdam.
Entre sus discípulos doctorales estuvieron Johanna Manders (1919), Dirk Struik (1922), Johannes Haantjes (1933), Wouter van der Kulk (1945), y Albert Nijenhuis (1952).
En 1933 se convirtió en miembro de la Real Academia de Artes y Ciencias de los Países Bajos.
Schouten falleció en 1971 en Epe. Su hijo Jan Frederik Schouten (1910-1980) fue profesor en la Universidad Técnica de Eindhoven de 1958 a 1978.

## Investigación

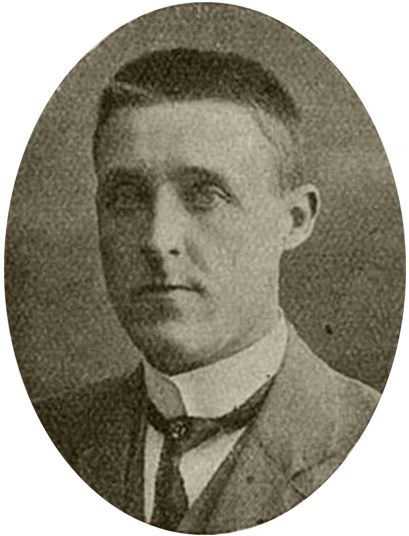
Dr. J.A. Schouten, 1913

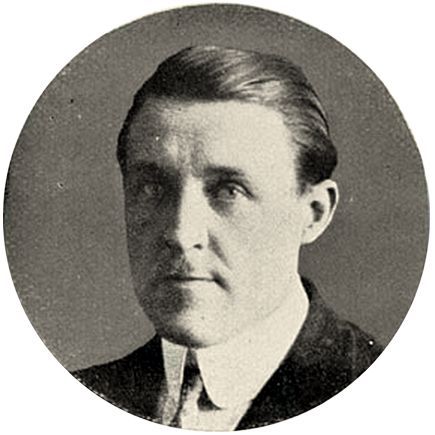
Prof. Dr. J.A. Schouten, 1923

### Grundlagen der Vektor- und Affinoranalysis
La tesis de Schouten aplicó su «análisis directo», modelado en el análisis vectorial de Josiah Willard Gibbs y Oliver Heaviside, a objetos de tipo tensorial de mayor orden que llamó afinores. El subconjunto simétrico de afinores eran los tensores en el sentido físico de Woldemar Voigt.
Objetos como los axiatores, perversores y desviadores aparecen en su análisis. De la misma forma que el análisis vectorial tiene producto escalar y producto vectorial, el análisis afinorial tiene distintos tipos de productos de tensores de varios niveles. Sin embargo, en lugar de tomar dos símbolos de multiplicación, Schouten tenía al menos veinte. Esto hacía su trabajo difícil de leer, aunque sus conclusiones eran válidas.
Schouten le diría más tarde a Hermann Weyl que «le gustaría estrangular al hombre que escribió ese libro» (Karin Reich, en su historia del análisis tensorial, atribuye erróneamente esta cita a Weyl). Weyl, sin embargo, dijo que este libro de Schouten tenía «orgías de formalismo que amenazan la paz de incluso los científicos técnicos» (Space, Time, Matter, p. 54). Roland Weitzenböck escribió sobre «el terrible libro que ha escrito».

### Conexión de Levi-Civita
En 1906, L. E. J. Brouwer fue el primer matemático en considerar el transporte paralelo de un vector para el caso de curvatura constante. En 1917, Levi-Civita remarcó su importancia para el caso de una hipersuperficie inmersa en un espacio euclídeo, esto es, para el caso de una variedad riemanniana inmersa en un espacio ambiente mayor. En 1918 y de forma independiente a Levi-Civita, Schouten obtuvo resultados análogos. El mismo año, Hermann Weyl generalizó los resultados de Levi-Civita. El trabajo de Schouten está generalizado a muchas dimensiones en lugar de solo dos, y sus demostraciones son completamente intrínsecas en lugar de extrínsecas, al contrario que las de Tullio Levi-Civita. A pesar de ello, debido a que el artículo de Schouten apareció casi un año después del de Levi-Civita fue este último el que se llevó el crédito. Schouten no conocía el trabajo de Levi-Civita debido a la limitada distribución de publicaciones y comunicación durante la Primera Guerra Mundial. Schouten se enzarzó en una disputa por la pérdida de prioridad con Levi-Civita. L. E. J. Brouwer, compañero de Schouten, tomó parte en su contra. Una vez que Schouten conoció el trabajo de Ricci y Levi-Civita, adoptó su notación más simple y ampliamente aceptada. Schouten también desarrolló lo que ahora se conoce como variedad de Kähler dos años antes de Erich Kähler, aunque de nuevo no tuvo reconocimiento pleno por su descubrimiento.

### Trabajos de Schouten
El nombre de Schouten aparece en varios objetos y teoremas matemáticos, como el tensor de Schouten, el corchete de Schouten y el teorema de Weyl-Schouten.
Escribió Der Ricci-Kalkül en 1922 revisando el campo del análisis tensorial.
En 1931 escribió un tratado sobre tensores y geometría diferencial. El segundo volumen, sobre aplicaciones a la geometría diferencial, fue escrito por su estudiante Dirk Jan Struik.
Schouten colaboró con Élie Cartan en dos artículos, al igual que con muchos otros eminentes matemáticos como Kentaro Yano (con el que coescribió tres artículos). A través de su estudiante y coautor Dirk Struik su trabajo influyó en muchos matemáticos en Estados Unidos.
En la década de 1950 Schouten reescribió completamente y actualizó la versión alemana de Ricci-Kalkül y fue traducida al inglés como Ricci Calculus. Esta obra cubre todo lo que Schouten consideraba importante en análisis tensorial. Incluye trabajos sobre grupos de Lie y otros temas que sufrieron un amplio desarrollo desde la primera edición.
Más tarde, Schouten escribió Tensor Analysis for Physicists intentando presentar la sutilezas de varios aspectos del cálculo tensorial a físicos con inclinación matemática. Incluye el cálculo matricial de Paul Dirac. En esta obra aún utilizó parte de su anterior terminología de afinores.
Schouten, al igual que Weyl y Cartan, estuvo estimulado por la teoría de la relatividad general de Albert Einstein. Fue coautor de un artículo con Aleksandr Fridman, de San Petersburgo, y de otro con Václav Hlavatý. Interactuó con Oswald Veblen, de la Universidad de Princeton, y mantuvo correspondencia con Wolfgang Pauli sobre el espacio de espín.

## Publicaciones
A continuación sigue una lista de obras de Schouten.
- Grundlagen der Vektor- und Affinoranalysis, Leipzig: Teubner, 1914.
- On the Determination of the Principle Laws of Statistical Astronomy, Ámsterdam: Kirchner, 1918.
- Der Ricci-Kalkül, Berlín: Julius Springer, 1924.[9]
- Einführung in die neueren Methoden der Differentialgeometrie, 2 vols., Groninga: Noordhoff, 1935-1938.[10]
- Ricci Calculus 2.ª edición revisada y ampliada, Nueva York: Springer-Verlag, 1954.[11]
- With W. Van der Kulk, Pfaff's Problem and Its Generalizations, Clarendon Press, 1949;[12] 2.ª edición, Nueva York: Chelsea Publishing Co., 1969.
- Tensor Analysis for Physicists 2.ª edición, Nueva York: Dover Publications, 1989.